# Ґрембошиці
Ґрембошиці (пол. Gręboszyce, нім. Krompusch) — село в Польщі, у гміні Олесниця Олесницького повіту Нижньосілезького воєводства.
Населення — 94 особи (2011).
У 1975-1998 роках село належало до Вроцлавського воєводства.

## Демографія
Демографічна структура станом на 31 березня 2011 року:
|          | Загалом | Допрацездатний вік | Працездатний вік | Постпрацездатний вік |
| -------- | ------- | ------------------ | ---------------- | -------------------- |
| Чоловіки | 51      | 13                 | 37               | 1                    |
| Жінки    | 43      | 12                 | 23               | 8                    |
| Разом    | 94      | 25                 | 60               | 9                    |